# NGC 4640
NGC 4640 é uma galáxia espiral barrada (SB?) localizada na direcção da constelação de Virgo. Possui uma declinação de +12° 17' 12" e uma ascensão recta de 12 horas, 42 minutos e 57,8 segundos.
A galáxia NGC 4640 foi descoberta em 17 de Abril de 1887 por Lewis A. Swift.